# Provincia de Jorasán Razaví
El Jorasán Central (en persa: خراسان رضوی) es una provincia de Irán situada en el noreste del país, fronteriza con Afganistán. Su capital es Mashhad. Su población es en su mayoría persa, con numerosas minorías kurda, y turcomana.
Otras ciudades y localidades son Quchán, Dargaz, Chenarán, Sarajs, Farimán, Torbat-e Heydarié, Torbat-e Yam, Taybad, Jaf, Roshtjar, Kashmar, Bardaskan, Nishapur, Sabzevar, Gonabad, Kalat, Jalilabad y Mahvalat.
Jorasán Razaví es una de las tres provincias que fueron creadas después de la división de Jorasán en el 2004.

## Historia
El Gran Jorasán ha atestiguado la subida y caída de muchas dinastías y gobiernos en su territorio a través de la historia. Las varias tribus de árabes, de turcos, de Mongoles, del Turquemanos y de los afganos trajeron cambios a la región repetidamente.
Los geógrafos antiguos de Irán dividieron Irán (" Irán-Shahr") en ocho segmentos de los cuales el más floreciente y grande era el territorio del Gran Jorasán. 

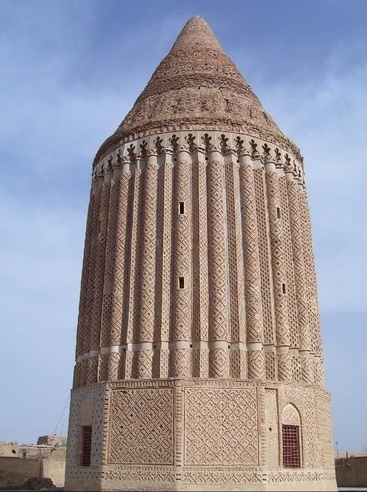
Torre de Aliabad en Bardaskan.
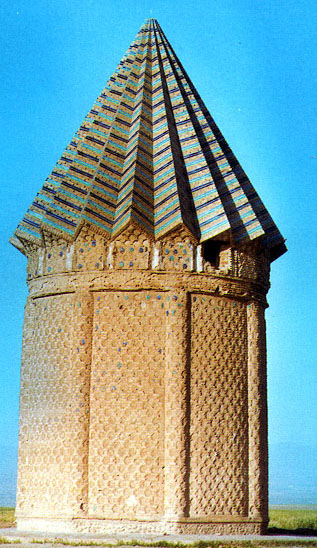
Tumba de Ajangán, donde se encuentra enterrada la hermana de Goharshad. La arquitectura es un ejemplo significativo de la dinastía timúrida de Persia.
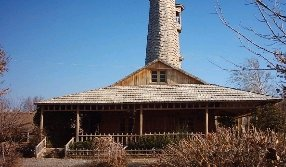
Mezquita de madera en la localidad de madera de Nishapur, una localidad de Irán única en su género.
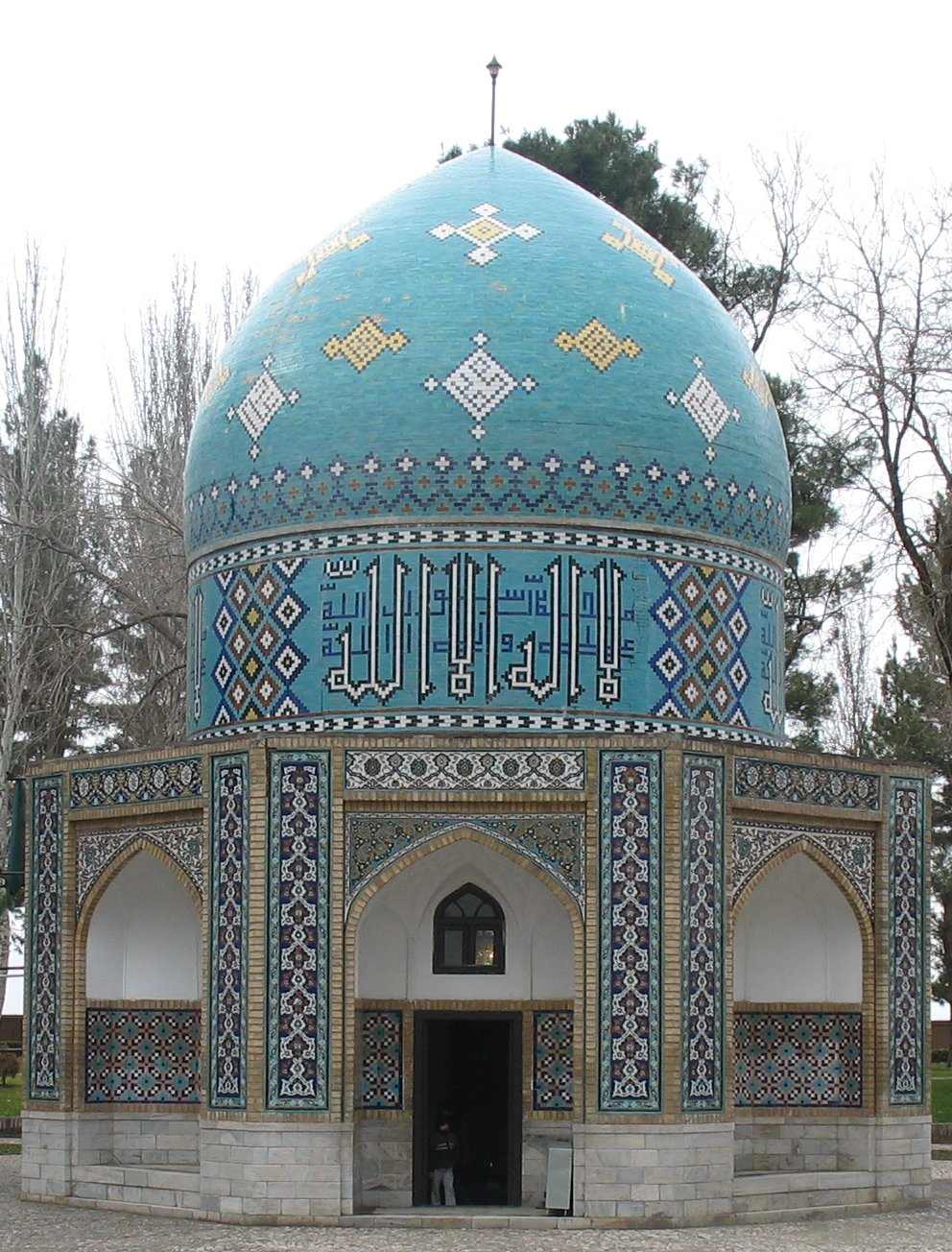
Tumba de Farid ad-Din Attar en Nishapur.

La evidencia más temprana de la ocupación de Irán en el Paleolítico Inferior viene de Kashafrud en la cuenca al este de Mashhad. El famoso imperio de los Partos se encontraba ubicado durante muchos años, cerca de Merv en Jorasán. 
Jorasán fue dividido en cuatro partes durante la conquista musulmana de Persia en la que cada sección era nombrada por cada una de sus mayores ciudades tal como Nishapur, Merv, Herat, y Balj. 
En el año 651 de nuestra era (Era Cristiana), el ejército de árabes islámicos invadió Jorasán. El territorio permaneció bajo el califato Abasí hasta el año 820 EC, seguido por el dominio de la dinastía irania de los Taheríes en el año 896 EC y de la dinastía Samaní en el 900 EC. 
El Sultán Mahmud de Gazní conquistó Jorasán en el 994 EC y en el 1037 EC Toqrol, el primer representante de la dinastía Selyúcida conquistó Nishapur. 
El sultán Mahmud de Gazní tomó represalias contra los invasores en varias ocasiones, y finalmente los turcos de Qaznavi derrotaron al Sultán Sanyar. Pero habrían de suceder más acontecimientos, como en el 1157 EC en el que Jorasán fue conquistado por el Imperio Corasmio y debido a los ataques simultáneos de los mongoles, Jorasán fue incorporado a los territorios del Iljanato mongol.
En el siglo XIV, una ola de independencia fue avivada por el movimiento Sarbedarán en Sabzevar, y en el 1468 EC, Jorasán cayó en manos de Tamerlán y la ciudad de Herat, fue declarada la capital. 
En el 1507 EC, Jorasán fue ocupada por tribus uzbekas. Después de la muerte de Nader Sah de la dinastía Afsharí, en el 1747 EC, Jorasán fue ocupada por las tribus pastunas. 
Durante el periodo de la dinastía Qayar, los Británicos apoyaron a los afganos para proteger a su Compañía Británica de las Indias Orientales. Herat fue entonces segregada de Persia, y Nasereddín Shah Qayar no pudo derrotar a los británicos para recuperar Herat. Finalmente, el Tratado de París fue concluido en 1903 y se obligó a Irán a no desafiar a los Británicos en Herat y otras partes de lo que actualmente es Afganistán. 
Finalmente Jorasán fue dividido en dos partes: la parte este, que era la región más densamente poblada permaneció bajo ocupación británica, y la sección más occidental permaneció como parte de Irán. 
Jorasán era la mayor provincia de Irán hasta que fue dividida en tres provincias el 29 de septiembre del 2004. Las provincias aprovedas por el parlamento de Irán (el 18 de mayo del 2004) y el Consejo de los Guardianes (el 29 de mayo del 2004) eran Jorasán Razaví, Jorasán Septentrional, y Jorasán Meridional.

## Lugares arqueológicos
Entre los enclaves arqueológicos que se han descubierto en esta provincia, entre los más importantes se incluyen :

### Colinas de Kohandezh
Excavaciones realizadas por estadounidenses de 1935 a 1940 en Nishapur, que condujeron al descubrimiento de numerosas piezas de museo que compartieron con el gobierno del Shah, las publicaciones del Metropolitan se limitaron a su propia cerámica de Nishapur. El sitio de Nishapur se ha expoliado durante medio siglo, desde la Segunda Guerra Mundial, para alimentar la demanda de mercado internacional de obras de arte islámicas tempranas. Actualmente, permanecen las colinas de Kohandezh como el resultado de esas excavaciones. 

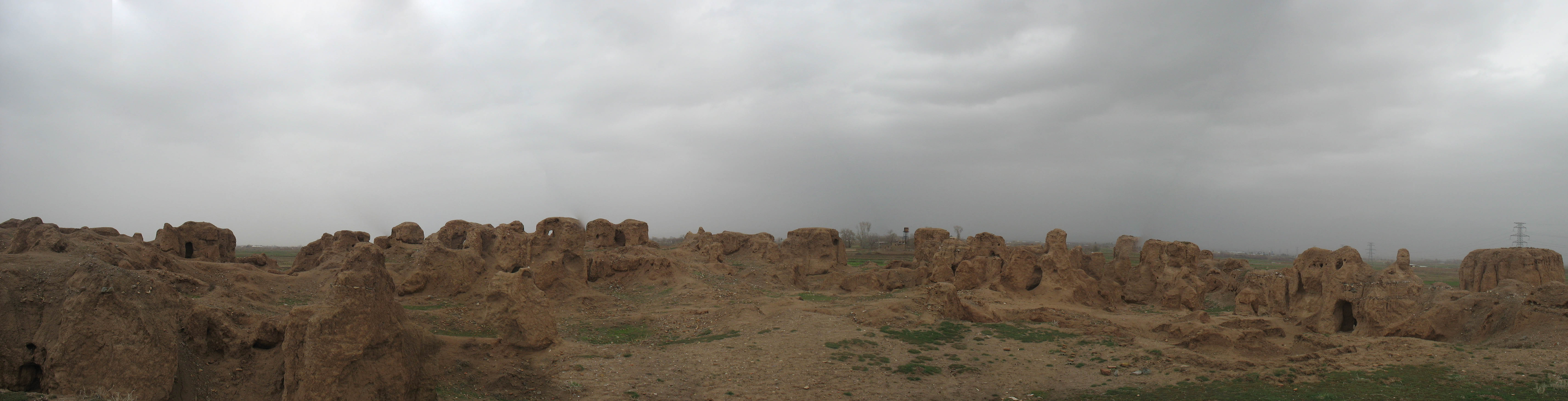
Una vista panorámica de Kohandezh (2007) en Nishapur, después de las excavaciones en 1940.

### Shadiyaj
Shadiyaj ya era un importante palacio de la antigua Nishapur antes del siglo VII pero, a partir de entonces, con la introducción del islam, se hizo aún más importante y más poblado. En su corte vivieron personas notables, tales como el poeta Faridoddín Attar, cuya tumba se encuentra en Shadiyaj. Este palacio quedó completamente en ruinas en el siglo XIII.

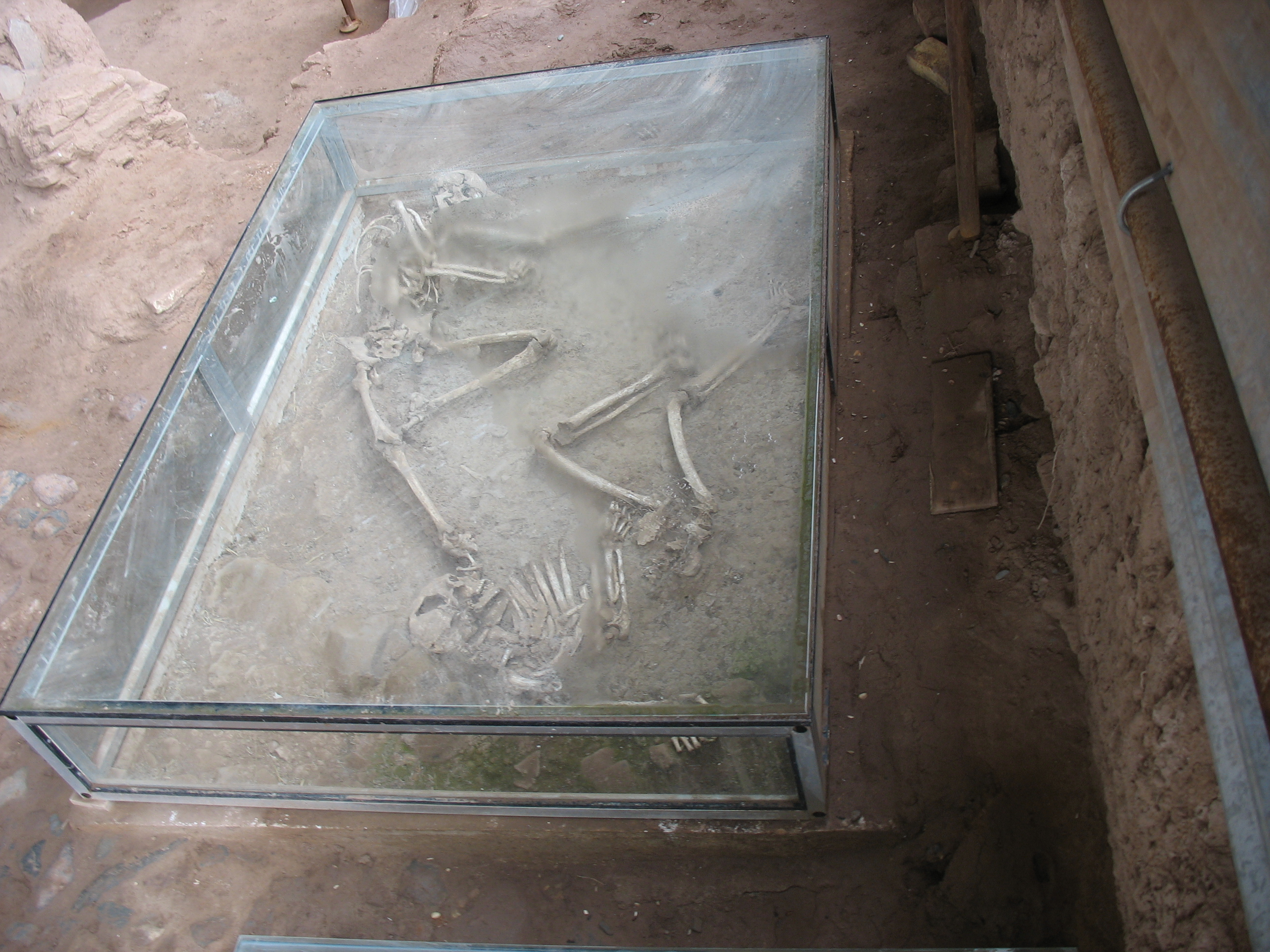
Uno de los esqueletos que se encontraron en Shadiyaj, Nishapur. Se lo mantiene en su emplazamiento original protegido por una caja de cristal.
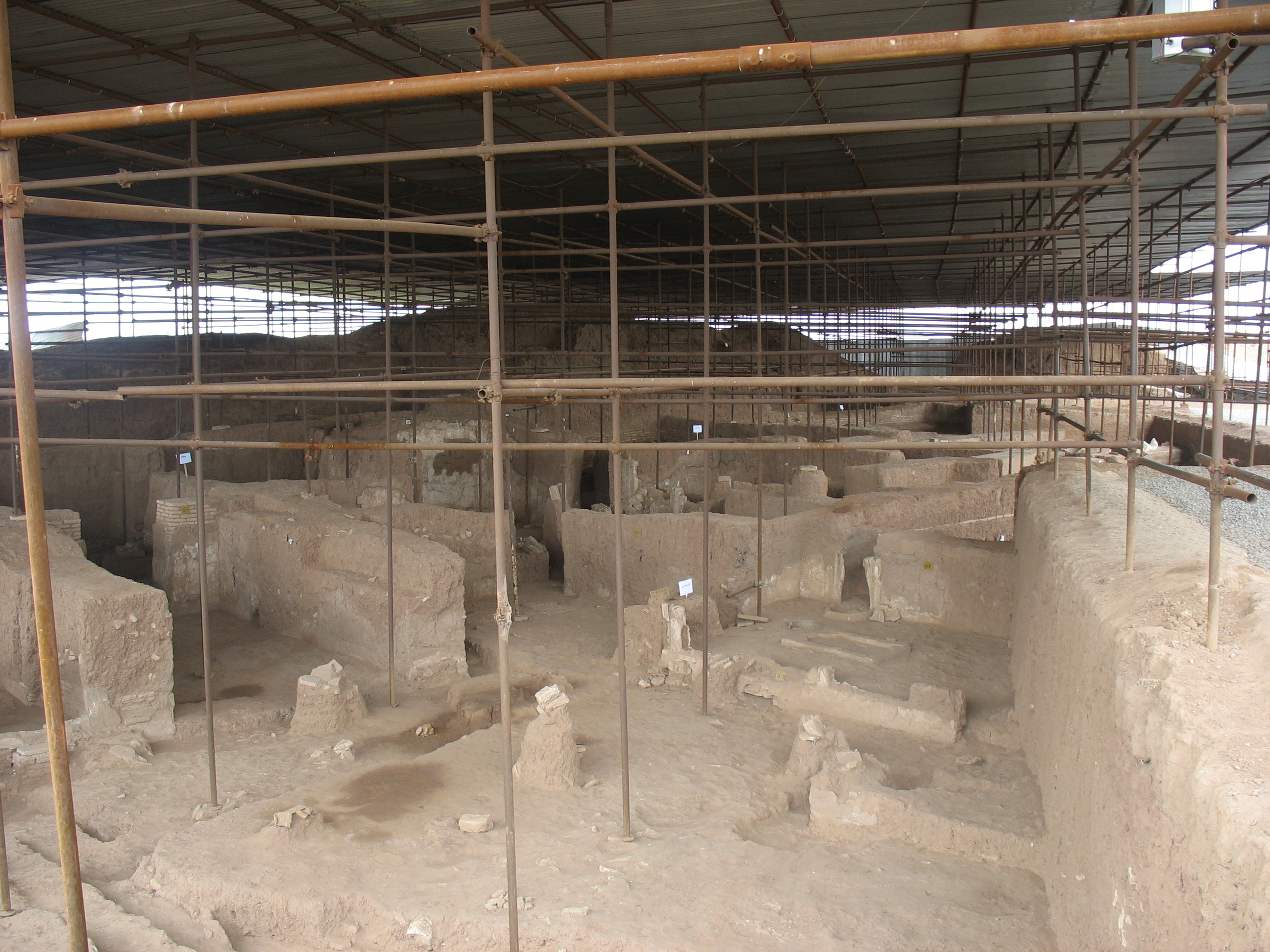
Una estructura protege las excavaciones de Shadiyaj
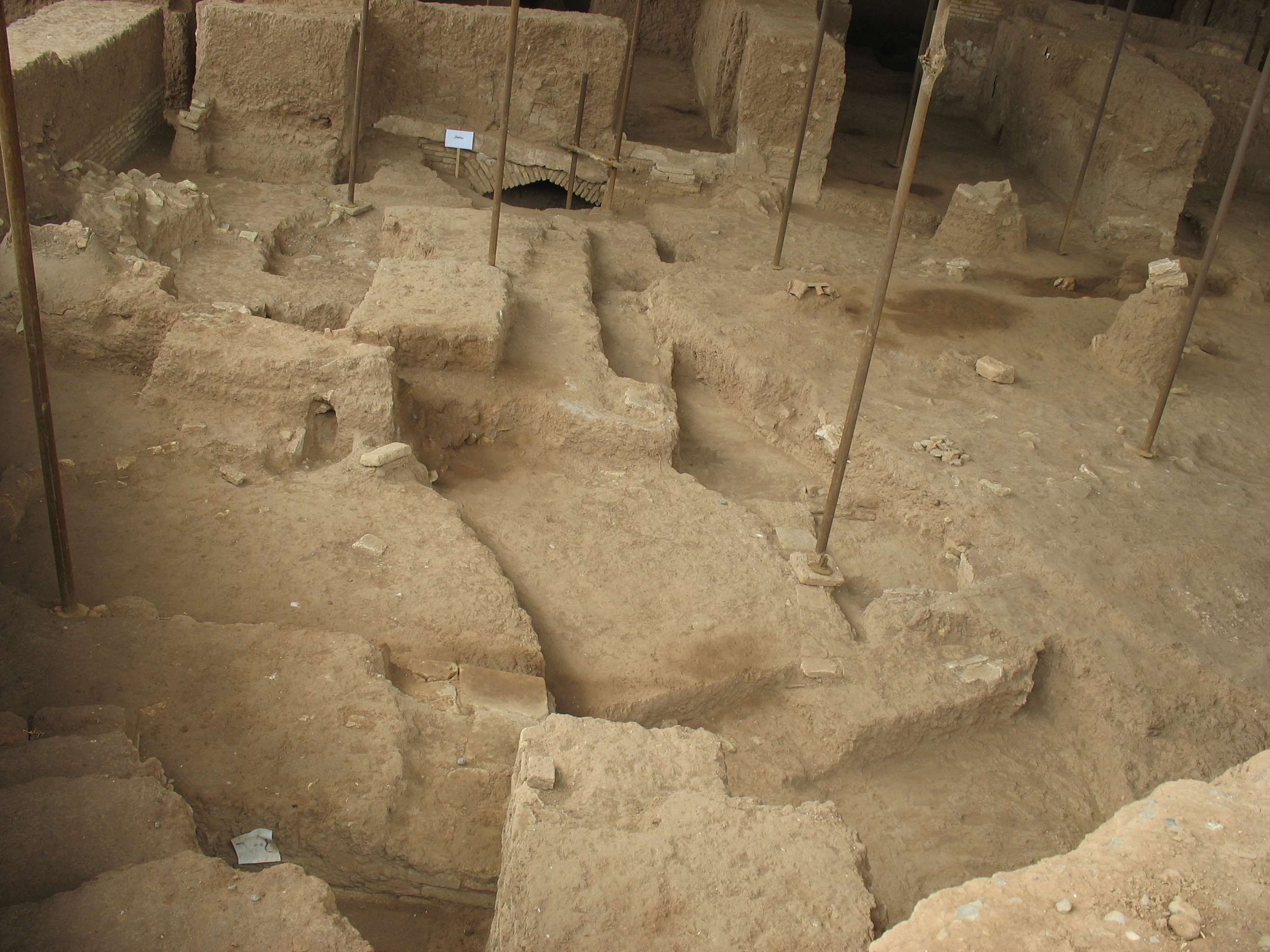
La celda que pertenecía a un siah chaal (una especie de prisión) en Shadiyaj (Nishapur).
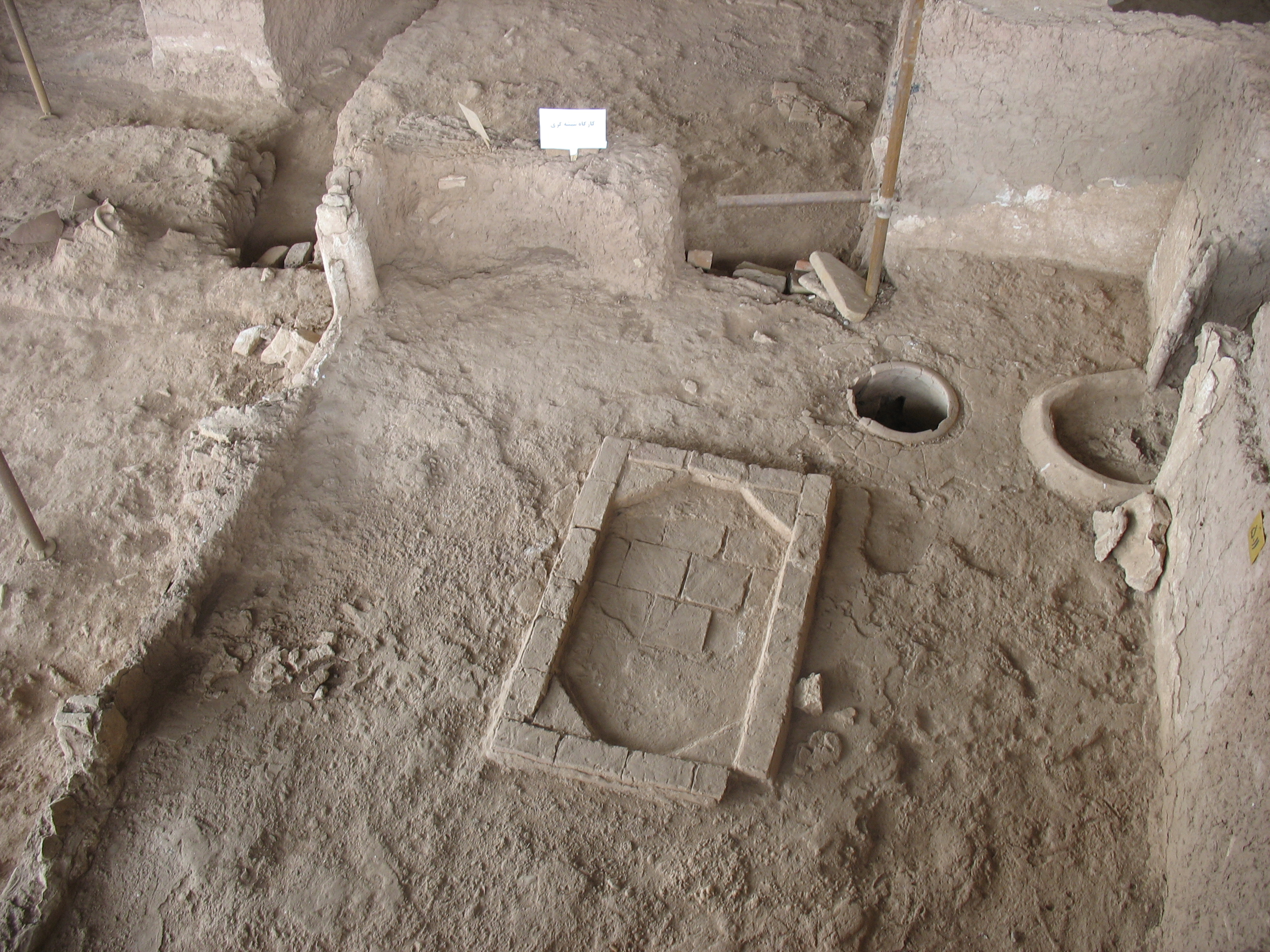
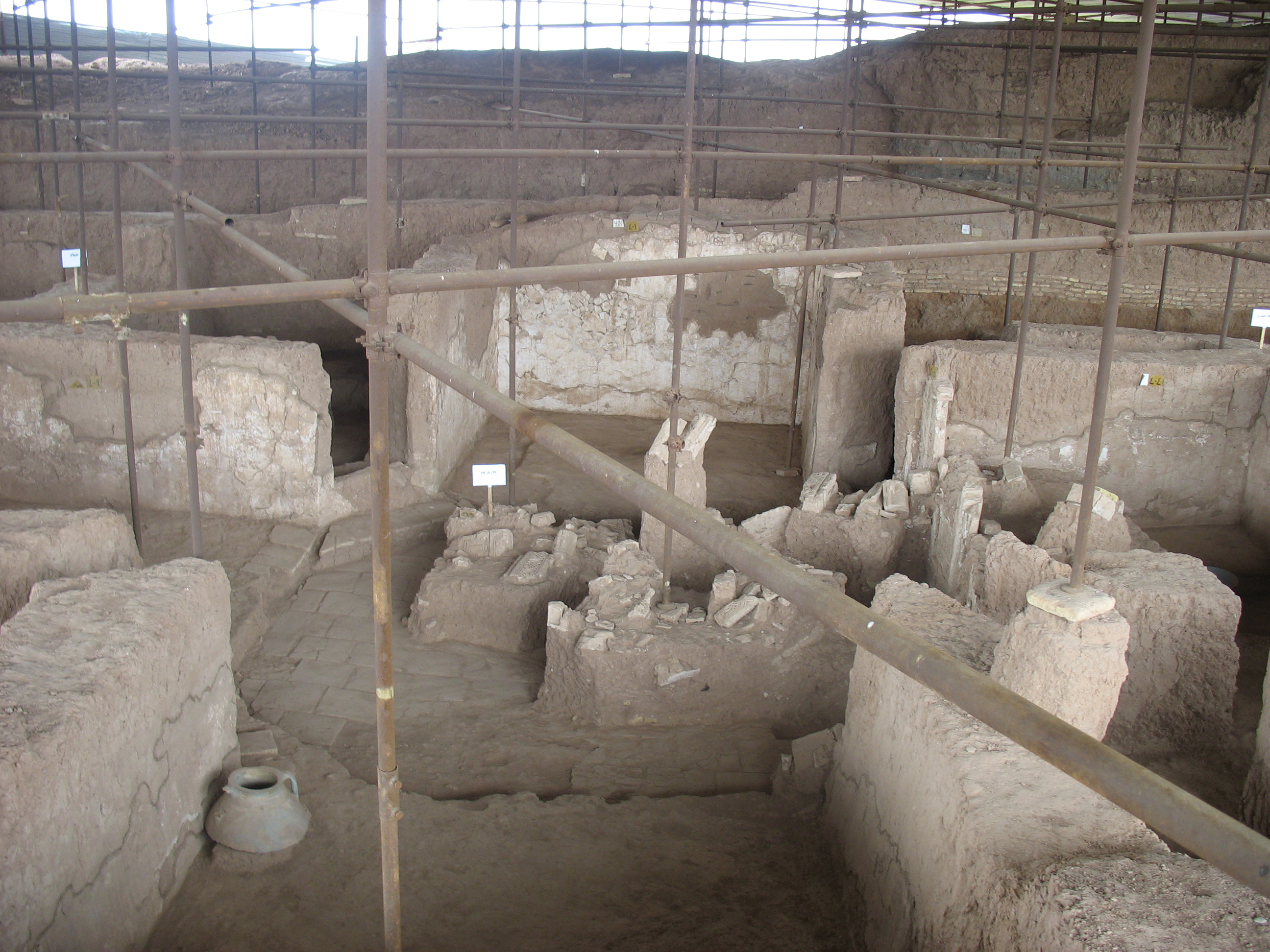
Baño y sala pública

Las excavaciones comenzaron en el 2000 y continuaron durante unos dos años.

## Jorasán actualmente

Condados de Khorasan-e Razavi

Los grupos étnicos más numerosos son persas, jorasanis turcos, turcomanos, kurdos y los baluchis. También hay un grupo considerable de afganos en la provincia debido a los refugiados procedentes de Afganistán en los últimos años.

### Atracciones
Esta provincia alberga numerosas atracciones históricas y naturales, tales como manantiales de agua mineral, pequeños lagos, áreas recreacionales, cuevas y regiones protegidas, y varias áreas a las que se va de excursión
Además de éstos, Jorasán alberga numerosos edificios y lugares religiosos de peregrinaje, incluyendo la capilla del Imán Reza, mezquita de Goharshad y muchos otros mausoleos e « Imamzadeh » que atraen a visitantes a esta provincia. 
El Patrimonio Cultural de Irán lista a 1179 lugares de significado histórico y cultural en las tres provincias de Jorasán.
Algunas de las más populares atracciones de Jorasán Razaví son:
- Tus, donde se encuentra enterrado Ferdousí (el gran recopilador y cronista de la mitología persa);
- Nishapur, donde están enterrados Farid al-Din Attar, Omar Jayyam, y Kamal-ol-molk;
- Castillo de Atashgah en Kashmar
- Mezquita Goharshad y el extenso complejo de santuarios del Imam Reza que forma el corazón de Mashhad;
- Jane-ye Jorshid;
- Shandiz y Torqabé (famosos sus restaurantes a lo largo de la orilla del río);
- Tumba de Nader Shah Afshar en la parte central de Mashhad;
- Torre de Ajangán (Akhanyan), en el norte de Tus;
- Bóvedad de Haruniyeh en Tus, donde está enterrado el famoso místico Imam Mohammad Ghazalí;
- Ciudadela de Tus;
- Lago de Bazangán, en la región de Sarajs;
- Kuh-e Sangí, una notable colina en Mashhad;
- Ajlamad;
- Band-e-Golestán (presa de Golestán);
- Yagharq;
- Zoshk, una localidad de los alrededores de Mashhad;
- Kang, una pintoresca localidad de la estepa;
- Noghondar;
- Presa de Kardé;
- Parques de Vakilabad y Mellat, en Mashhad;
- Cuevas de Zarí, Hendelabad, Mozdurán, Moghán y Kardé;
- Robat-e Sharaf (ruinas de un caravasar relativamente grande en la región de Sarajs);
- Tumba de Jayé Abasalt, Jayé Morad, Raví (famosos místicos iraníes) y mausoleo del Sultán Mahmud de Gazní;
- Mausoleos de Yahya y Jayé Rabí, en la parte norte de la ciudad de Mashhad;
- Cúpula Verde (Gonbad-e Sabz), en los alrededores de Mashhad.

### Universidades e Instituciones de estudios superiores
- Gonabad University of Medical Sciences
- Islamic Azad University of Gonabad Archivado el 5 de marzo de 2018 en Wayback Machine.
- Mashhad University of Ferdowsi (website)
- Islamic Azad University of Mashhad
- Mashhad University of Medical Sciences
- Sabzevar University of Medical Sciences
- Sabzevar University of Tarbiat Moallem
- Islamic Azad University of Torbat e Jam
- Islamic Azad University of Sabzevar Archivado el 3 de noviembre de 2007 en Wayback Machine.
- Islamic Azad University of Neishabur
- Islamic Azad University of Ghoochan
- Islamic Azad University of Torbat Heidariyeh
- Comprehensive University of Applied and Practical Sciences, Khorasan
- Imam Reza University Archivado el 5 de marzo de 2018 en Wayback Machine.
- Sadjad Institute of Higher Education
- Payame Noor University of Mashhad